# I. Gergely havasalföldi fejedelem
I. Gergely (1628 – 1674 vége) havasalföldi fejedelem 1660-tól 1664-ig és 1672-től 1673-ig.
I. György fiaként született. Két alkalommal viselte a fejedelmi méltóságot, mind a kétszer az Ausztria és Lengyelország elleni háború alatt tanúsított kétes magatartása következtében vesztette el trónját. I. Lipót magyar király a német birodalom fejedelmei közé emelte.